# Revolver Golden Gods Awards 2014
Die 6. Revolver Golden Gods Awards fanden am 23. April 2014 im Club Nokia in Los Angeles, Kalifornien statt. Ausrichter war das US-amerikanische Musikmagazin Revolver.
Als musikalische Acts spielten unter anderem Guns N’ Roses, Korn, Queens of the Stone Age, Joan Jett, Avenged Sevenfold, Black Sabbath, A Day to Remember, Zakk Wylde und The Pretty Reckless auf der Preisverleihung. Außerdem waren Chino Moreno, Max Cavalera, Dave Navarro, Orianthi, Ace Frehley, Scott Ian und Jamey Jasta angekündigt.
Am 28. Februar 2014 startete der Ticketverkauf für dieses Event. Es wurden insgesamt zwölf Awards vergeben. Axl Rose wurde für sein Lebenswerk mit Guns N’ Roses ausgezeichnet, während Joan Jett als erste Frau in der Hauptkategorie prämiert wurde und den Golden God erhielt. Als Sponsoren konnten Epiphone, Victory Records, Fearless Records, Roadrunner Records, Razor & Tie, Eagle Rock Entertainment und Randall Amplifiers angeworben werden.
Die Gewinner wurden durch ein Voting ermittelt, welches am 26. Februar 2014 startete und am 3. April 2014 endete.

## Nominierungen und Preisträger

### Hauptkategorien

#### Golden God Award
- Joan Jett[1]

#### Lebenswerk (Ronnie James Dio Lifetime Achievement Award)
- Axl Rose[1]

### Gruppen-Auszeichnungen

#### Album des Jahres
13 von Black Sabbath
- Hail to the King von Avenged Sevenfold[1]
- The Wrong Side of Heaven and the Righteous Side of Hell Volume 1 and 2 von Five Finger Death Punch[1]
- The Paradigm Shift von Korn[1]
- …Like Clockwork von Queens of the Stone Age[1]
- Outlaw Gentlemen & Shady Ladies von Volbeat[1]

#### Lied des Jahres
Lift Me Up von Five Finger Death Punch
- Hollow von Alice in Chains[1]
- Hail to the King von Avenged Sevenfold[1]
- Shadow Moses von Bring Me the Horizon[1]
- You´re Not Alone von Of Mice & Men[1]
- Going to Hell von The Pretty Reckless[1]

#### Bester Film / Bestes Video
Der Preis wurde von Dee Snider und Schauspieler Joe Manganiello verliehen.
- This Is a Wasteland von Pierce the Veil[1][3]
- America von Motionless in White[1]
- Blow Your Trumpets Gabriel von Behemoth[1]
- Zenith von Huntress[1]
- As the Palaces Burn von Lamb of God[1]
- Through the Never von Metallica[1]

#### Beste Liveband
Rob Zombie
- The Dillinger Escape Plan[1]
- Gojira[1]
- Lamb of God[1]
- Mötley Crüe[1]
- Slayer[1]

#### Bester Newcomer
Twelve Foot Ninja
- Deafheaven[1]
- Heaven’s Basement[1]
- Issues[1]
- Scar the Martyr[1]
- ††† (Crosses)[1]

#### Comeback des Jahres
Deep Purple
- Black Sabbath[1]
- Carcass[1]
- Nine Inch Nails[1]
- Queens of the Stone Age[1]
- Suicidal Tendencies[1]

#### Most Dedicated Fans
Avenged Sevenfold
- A Day to Remember[1]
- Five Finger Death Punch[1]
- Of Mice & Men[1]
- The Pretty Reckless[1]
- Slayer[1]

### Persönliche Auszeichnungen

#### Bester Sänger
Josh Homme von Queens of the Stone Age
- Jeremy McKinnon von A Day to Remember[1]
- M. Shadows von Avenged Sevenfold[1]
- Ivan Moody von Five Finger Death Punch[1]
- Papa Emeritus II von Ghost[1]
- Jonathan Davis von Korn[1]

#### Bester Gitarrist
Synyster Gates & Zacky Vengeance von Avenged Sevenfold
- Jerry Cantrell von Alice in Chains[1]
- Tony Iommi von Black Sabbath[1]
- John Petrucci von Dream Theater[1]
- Zoltán Báthory & Jason Hook von Five Finger Death Punch[1]
- Munky & Head von Korn[1]

#### Bester Bassist
Chris Kael von Five Finger Death Punch
- Johnny Christ von Avenged Sevenfold[1]
- Geezer Butler von Black Sabbath[1]
- Rex Brown von Kill Devil Hill[1]
- Fieldy von Korn[1]
- Emma Anzai von Sick Puppies[1]

#### Bester Schlagzeuger
Arin Ilejay von Avenged Sevenfold
- Brad Wilk für seine Arbeit mit Black Sabbath[1]
- Vinnie Appice von Kill Devil Hill[1]
- Matt Halpern von Periphery[1]
- Chris Adler für seine Arbeit mit Protest the Hero[1]
- Mike Portnoy von The Winery Dogs[1]

### Sonstige persönliche Auszeichnungen

#### Most Metal Athlete
Josh Barnett (Mixed Martial Arts, UFC-Teilnehmer)
- Tony Alva (Profi-Skateboarder)[1]
- Grant Balfour (Baseballspieler bei den Tampa Bay Rays)[1]
- Stephen Curry (Basketballspieler bei den Golden State Warriors)[1]
- Derek Garland (Motocross-Fahrer)[1]
- Tuukka Rask (Finnischer Eishockey-Nationalspieler bei den Boston Bruins)[1]

## Anzahl der Nominierungen
| Künstler                 | Anzahl der Nominierungen |
| ------------------------ | ------------------------ |
| Avenged Sevenfold        | 7                        |
| Five Finger Death Punch  | 5                        |
| Black Sabbath            | 5                        |
| Korn                     | 4                        |
| Queens of the Stone Age  | 3                        |
| The Pretty Reckless      | 2                        |
| A Day to Remember        | 2                        |
| Of Mice & Men            | 2                        |
| Slayer                   | 2                        |
| Alice in Chains          | 2                        |
| Lamb of God              | 2                        |
| Kill Devil Hill          | 2                        |
| Pierce the Veil          | 1                        |
| Motionless in White      | 1                        |
| Ghost                    | 1                        |
| Dream Theater            | 1                        |
| Deep Purple              | 1                        |
| 29 weitere Nominierungen | 1                        |

## Kritik
Auf Kritik stoß das Event durch die Nominierungen in den einzelnen Kategorien. Viele Leser des Magazins bezeichneten die diesjährigen Anwärter für eine Auszeichnung als „müll“. Vor allem wurde die häufigen Nominierungen von Avenged Sevenfold und Five Finger Death Punch wurden arg kritisiert. Auf Ultimate-Guitar wurde sarkastisch gescherzt, dass die „Fangirls“ sehr großen Einfluss bei der Auswahl der Nominierten gehabt haben.